# ОШ „Младост” Вршац
ОШ „Младост” једна је од основних школа у Вршцу. Налази се у улици Боре Станковића 60.

## Историјат
Почела је са радом као Државни дом за пријем и заштиту деце, ратне сирочади 1945. године. Након три године је прерасла у Дом за васпитање деце и омладине који је 1958. установио посебну основну школу при дому. Године 1963. је промењен у Завод за васпитање младежи да би 2009. био преименован у Завод за васпитање деце и омладине. Основна школа „Младост” је формирана 1995. године на основу решења Министарства просвете. Од 1997—98. у примени је Наставни план и програм огледа за ученике са поремећајима у понашању обзиром да су ученици из целе Србије на основу упута Центра за социјални рад „Солидарност” били уписани у ову школу. Године 2009. су прешли на редован програм за основно образовање чиме се уводе нови предмети попут другог страног језика, информатике и изабраног спорта. Основно образовање одраслих је укинуто 2013. када добијају одобрење о увођењу основног образовања одраслих за све полазнике преко петнаест година који нису завршили основно образовање. Једна школска година са предметима карактеристичним за дати разред траје један семестар, односно једно полугодиште редовног основног образовања. План и програм основног образовања обухвата два начина остваривања програма, редовним похађањем и извођењем наставе или консултативном наставом са упућивањем на разредни испит. Пројекат „Друга шанса” су започели 2011. године, а од 2011—12. огледни програм Функционалног основног образовања одраслих.